# إيهاب الشريف
إيهاب صلاح الدين أحمد الشريف (يناير 1954 - يوليو 2005) كان سفيرا لمصر في العراق إلى أن قتله خاطفوه في يوليو 2005. وقد كان سابقا يعمل قائما بأعمال السفارة المصرية في إسرائيل. يذكر أنه كان أول سفيرا لدولة عربية في بغداد منذ سقوط نظام صدام حسين.

## خطفه
تم خطف إيهاب الشريف يوم السبت 3 يوليو، 2005 عندما خرج من سيارته لشراء جريدة.
في 6 يوليو، 2005 نشرت جماعة تنظيم القاعدة في بلاد الرافدين التي يتزعمها أبو مصعب الزرقاوي على موقعها على الإنترنت بيانا أعلنت فيها أنها قتلت إيهاب الشريف، وجاء في الرسالة الإشارة إلى أنه كان يعمل دبلوماسيا في إسرائيل. وضمن بيان تسجيل فيديو يظهر فيه إيهاب الشريف معصوب العينين وهو يذكر هويته ومحل إقامته في مصر
وجاء في البيان أيضا: «قررت محكمة الشرعية للقاعدة في العراق تسليم السفير المصري المرتد المتحالف مع اليهود والصليبيين إلى المجاهدين لتنفيذ عقوبة الردة وقتله»